# Свирск
Свирск (рус. Свирск) град је у Русији у Иркутској области.

## Становништво
| 1939. | 1959.  | 1970.  | 1979.  | 1989.  | 2002.  | 2010.  |
| ----- | ------ | ------ | ------ | ------ | ------ | ------ |
| 9.882 | 21.186 | 20.477 | 21.793 | 19.214 | 15.500 | 13.650 |